# Hako Melt More!
EPs par You'll Melt More!
New Escape Underground
(3 septembre 2013) Electric Sukiyaki Girls
(21 mai 2014)
Albums par You'll Melt More!
Unforgettable Final Odyssey
(juillet 2014)
Hako Melt More! (箱めるモ!, officiellement écrit en occidental : « HAKO melt more! ») est un mini album des groupes You'll Melt More! et Hakoniwa no Shitsunaigaku sorti en 2014.

## Détails de l'album
Il sort le 22 janvier 2014 en une seule édition et est exceptionnellement publié par un label autre que You'll Records, qui est ici T-Palette Records. Il atteint la 115e place du classement hebdomadaire des ventes de l'Oricon et reste classé pendant une semaine.
Le groupe You’ll Melt More! a collaboré avec le groupe de rock Hakoniwa no Shitsunaigaku (箱庭の室内楽) pour cet album. Un des membres de ce groupe, Hashidakazuma, a écrit les chansons dans différents styles (hip-hop, rock, électronique, pop...). Ce mini-album inclut six chansons inédites et leurs versions instrumentales.
Il s'agit du premier disque du groupe agrandi à huit membres, dernier composait auparavant quatre membres. Nechon, membre d'origine ayant quitté le groupe en septembre 2013 après le premier EP New Escape Underground, est remplacée le même mois par de nouveaux membres Yuizarasu, Chiffon, Yonapi, Ano, Chibo, apparaissent pour la première fois sur l'album Hako Melt More!.
Le clip vidéo d'une des chansons de l'album Mokuyō Attitude est mise en ligne sur YouTube.

## Formation
Membre crédités sur l'album :
- Momopi (ももぴ)
- Yumikon (ゆみこーん)
- Kechon (けちょん)
- Yuizarasu (ゆいざらす)
- Chiffon (しふぉん)
- Yonapi (ようなぴ)
- Ano (あの)
- Chibo (ちーぼう)

## Liste des titres
Toutes les chansons sont écrites et composées par Hashidakazuma et DOTAMA (piste 2).
| 1.  | Manual of Tokyo Girl Gendaishi (manual of 東京 girl 現代史)                     |  |
| 2.  | Mokuyō Attitude (木曜アティチュード)                                            |  |
| 3.  | Tora yo (虎よ)                                                                  |  |
| 4.  | Watashi to Watashi to Watashi to Watash toi… (私と私と私と私と私と私と私と私と) |  |
| 5.  | Okoshite Shimatta? (おこしてしまった?)                                          |  |
| 6.  | Sayonara Baka-chan (さよならばかちゃん)                                         |  |
| 7.  | Manual of Tokyo Girl Gendaishi (Instrumental)                                   |  |
| 8.  | Mokuyō Attitude (Instrumental)                                                  |  |
| 9.  | Tora yo (Instrumental)                                                          |  |
| 10. | Watashi to Watashi to Watashi to Watash toi… (Instrumental)                     |  |
| 11. | Okoshite Shimatta? (Instrumental)                                               |  |
| 12. | Sayonara Baka-chan (Instrumental)                                               |  |